# He was the one
He was the one is een single van Sandra Reemer. Het is afkomstig van haar album She’s the one.
He was the one is een cover van El fué van Eric Cale en John Pacheco. De gebroeders Rob en Ferdi Bolland schreven er een nieuwe Engelse tekst bij, Hans Hollestelle schreef het arrangement . De uitvoerenden:
- Sandra Reemer – zang
- Peter Tiehuis, Lex Bolderdijk – gitaar
- Fred Leeflang, Bart van Lier, Jan Hollander – blaasinstrumenten
- Eddy Conard – percussie
- Lisa Boray, Julia Loko, Jody Pijper, Omar Duprée, Cees Stolk – achtergrondzang

De B-kant Pleasure as usual was voornamelijk het werk van de broers Bolland en Bolland. Zij verzorgden muziek, tekst en speelden bijna alle muziekinstrumenten op die track. Okkie Huijsdens zorgde voor de rest.

## Hitnotering

### NederlandseNationale Hitparade
| Positie: | 84 | 68 | 63 | 56 | 72 | 88 | uit |

Sandra Reemer

Al di là · Stille nacht, heilige nacht · 'k Zweef aan m'n ballonnetje · Gloria, gloria · Sluimer zacht · Singapura · Hoe leit dit kindeke · Mijn gitaar · Kopi susu · Als jij maar wacht · Een bos rozen · Heimwee · Mijn concert · Teddy song · Jij vergeet · Since you have gone · (I've got) A love like a rainbow · Simon Zealotes · Love me, honey · The party's over · Trust in me · This is your heartbeat · How little we know · Colorado · Nothing's gonna change · It hurts to be in love · America here I come · Indonesia · Get it on · Rien ne va plus · Fly like an angel · Gold · All out of love · Sleep with me tonight · Laughter in the rain · Goodnight, sweetheart, goodnight · Smoke gets in your eyes · La colegiala · For your love · He was the one · Love is cruel · Domenica · The last goodbye · Mensen zoals jij · Kom naar me toe · Alles wat ik wil · Een boom voor het leven · De mooiste droom is vogelvrij
Sandra en Andres

Storybook children · Somethin' in my heart · For the first time in my life · Reach for the moon · Let us pray together · Love is all around · Those words · Que je t'aime · Mary Madonna · Als het om de liefde gaat · Mama mia · Auntie · Aime-moi · Dzjing boem! · True love · You believed · Oh, nous sommes très amoureux
Dutch Divas

Work that body · From New York to L.A.